# Metaxymorpha nigrosuturalis
Metaxymorpha nigrosuturalis es una especie de escarabajo del género Metaxymorpha, familia Buprestidae. Fue descrita científicamente por Neef de Sainval & Lander en 1993.